# Òxid d'alumini
L'òxid d'alumini o alúmina és un compost binari de cations alumini(3+), {\displaystyle {\ce {Al^3+}}}, i anions òxid, {\displaystyle {\ce {O^2-}}}de fórmula {\displaystyle {\ce {Al2O3}}}. És el component principal de minerals com el corindó o la bauxita. L'òxid d'alumini s'obté de la bauxita mitjançant el procés Bayer. Juntament amb la sílice, és un ingredient principal en la constitució de les argiles i els vernissos, conferint resistència i augmentant la seva temperatura de maduració.
L'òxid d'alumini existeix a la natura en forma de corindó i d'esmeril. Té la particularitat de ser més dur que l'alumini (el punt de fusió de l'alúmina és més gran que el de l'alumini).

## Estructura

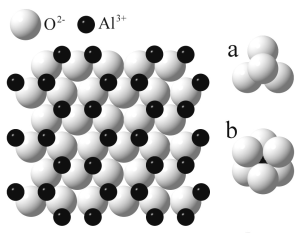
Estructura de l'\alpha-Al2O3

Existeixen dues formes principals d'òxid d'alumini amb estructures cristal·lines diferents i propietats diferents. A alta temperatura la forma estable és la {\displaystyle {\ce {\alpha-Al2O3}}}, que també pot existir en forma metaestable a temperatura ambient. S'obté en cremar alumini o calcinant les seves sals per damunt dels 1000 °C. Cristal·litza en el sistema trigonal. Els anions òxid, {\displaystyle {\ce {O^2-}}}, estan distribuïts en un empaquetament hexagonal compacte i els cations alumini(3+), {\displaystyle {\ce {Al^3+}}}, es disposen simètricament en els intersticis octaèdrics, ocupant-ne dos de cada tres per a mantenir l'electroneutralitat. Es presenta en forma de pols blanca. La seva densitat és de 4 g/cm³, amb una duresa de 8,8 en l'escala de Mohs i punt de fusió 2055 °C. És aïllant del corrent elèctric. No s'hidrata i és resistent a l'atac dels àcids en contrast amb d'altres formes. A la natura es presenta al mineral corindó.

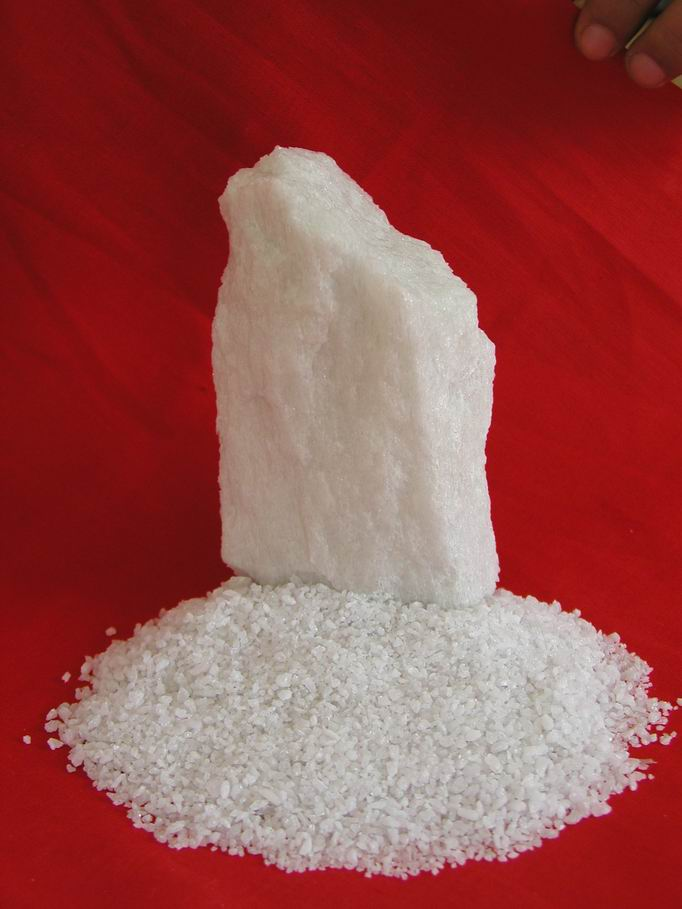
Òxid d'alumini

L'altra forma estable s'anomena {\displaystyle {\ce {\gamma-Al2O3}}}. La seva estructura és la d'una espinel·la amb dèficit de cations. L'estructura és menys compacte, la qual cosa es tradueix en una densitat de 3,4 g/cm³, un 15 % inferior a la densitat de la forma {\displaystyle {\ce {\alpha-Al2O3}}}. S'obté deshidratant l'hidròxid d'alumini, {\displaystyle {\ce {Al(OH)3}}}, per sota dels 450 °C.
D'altres formes ({\displaystyle {\ce {\delta-, \kappa-, \eta-, \rho-, \theta-}}}i {\displaystyle {\ce {\chi-}}}) s'obtenen per deshidratació de l'hidròxid d'alumini a baixes temperatures. Totes presenten una petita proporció d'anions hidròxid, la qual disminueix amb l'augment de la temperatura. Les que s'obtenen per deshidratació per sota dels 600 °C ({\displaystyle {\ce {\gamma-, \eta-, \rho-, \chi-}}}) pertanyen al grup {\displaystyle {\ce {\gamma}}}, es poden formular com {\displaystyle {\ce {Al2O3\cdot nH2O(0<n<0,6)}}}, i s'anomenen alúmines activades, ja que absorbeixen i funcionen com a catalitzadors. Les altres són del grup {\displaystyle {\ce {\delta}}} i s'obtenen per deshidratació de l'hidròxid d'alumini entre 600 i 1000 °C.

## Procés de producció

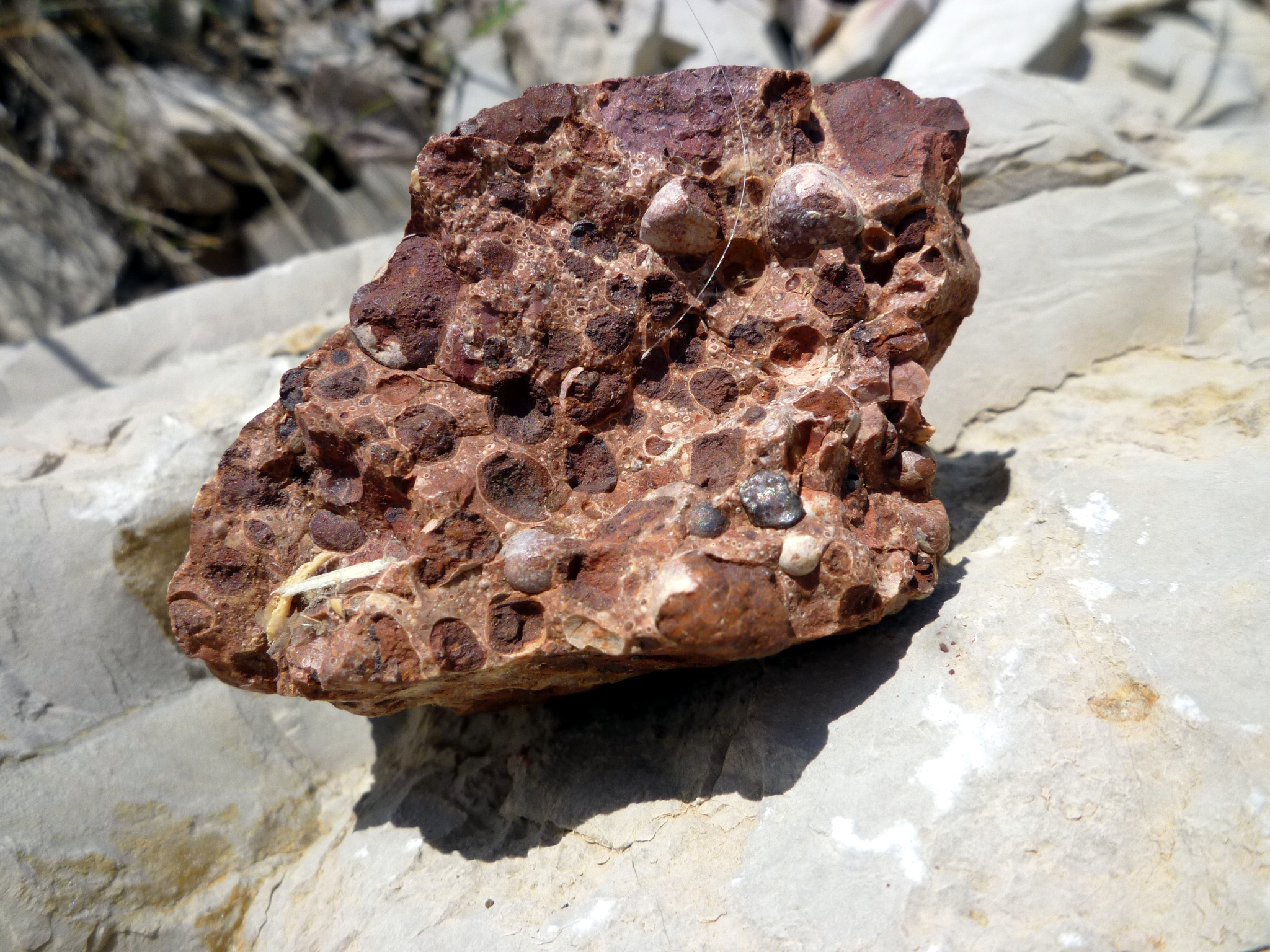
Mostra de bauxita recollida a l'aflorament de Coll de Porta (Camarasa - Noguera)

La indústria empra el procés Bayer per produir òxid d'alumini a partir de la bauxita. Les bauxites són roques majoritàriament compostes per hidròxids d'alumini derivats de l'alteració dels aluminosilicats que constitueixen la majoria de les roques i dels sediments. Per eliminar els compost que no interessen, la bauxita és rentada, polvoritzada i dissolta en hidròxid de sodi a alta pressió i temperatura. El líquid resultant conté una solució d'aluminat de sodi, i un precipitat de residus que contenen ferro, silici, i titani.
{\displaystyle {\ce {Al(OH)3 + NaOH -> Na+ + [Al(OH)4]^-}}}
La solució d'aluminat de sodi, separada i filtrada dels residus, és bombejada dins d'un enorme tanc. S'afegeixen fines partícules d'òxid d'alumini per tal d'induir la precipitació (procés de sembra), una vegada que el líquid es refreda. Les partícules es dipositen en el fons del tanc, es remouen i després són sotmeses a 1100 °C en un forn o calcinat, per tal d'eliminar l'aigua. El resultat és una pols blanca, òxid d'alumini pur.
{\displaystyle {\ce {2 Al(OH)3 ->[\Delta] Al2O3 + 3H2O}}}

## Aplicacions
La indústria de l'alumini primari utilitza l'alúmina fonamentalment com primera matèria per a la producció de l'alumini. A més, l'alúmina s'utilitza de manera complementària per:
- Aïllant tèrmic per a la part superior de les bótes electrolítiques.
- Revestiment de protecció per evitar l'oxidació dels ànodes de carboni.
- Absorció de les emissions provinents de les cisternes.
- També és utilitzada per a l'assecatge de l'aire comprimit, ja que té la propietat d'absorbir i desorber l'aigua.
- A l'àrea sanitària de les pròtesis dentals, s'utilitza com a base de l'estructura de corones i ponts proporcionant gran duresa i resistència, lleugeresa i translucidesa.
- En molins d'esmalts ceràmics com pedres de molta (a manera de les pedres que s'empassen les aus per triturar els grans a la pedrer)

La seva regeneració (per al cas de l'adsorció/desorció) és amb aire sec i calent i té una temperatura de punt de rosada de -40 °C